# Estación de Herradón-La Cañada
Herradón-La Cañada es una estación ferroviaria situada en el municipio español de Herradón de Pinares, en La Cañada, en la provincia de Ávila, comunidad autónoma de Castilla y León. Cuenta con servicios de Media Distancia operados por Renfe.

## Situación ferroviaria
La estación se encuentra en el punto kilométrico 97,843 de la línea férrea de ancho ibérico que une Madrid con Hendaya a 1360,16 metros de altitud, entre las estaciones de Navalperal y Navalgrande. Es la estación situada a mayor altitud de la línea marcando un desnivel de 771 metros con respecto a Madrid. El tramo es de vía doble y está electrificado.

## Historia
La estación fue inaugurada el 1 de julio de 1863 con la puesta en marcha del tramo El Escorial – Ávila de la línea de ancho ibérico que radial Madrid-Hendaya. Su explotación inicial quedó a cargo de la Compañía de los Caminos de Hierro del Norte de España quien mantuvo su titularidad hasta que en 1941 fue nacionalizada e integrada en la recién creada RENFE. Desde el 31 de diciembre de 2004 Renfe Operadora explota la línea mientras que Adif es la titular de las instalaciones ferroviarias.

## La estación
Cuenta con un amplio edificio para viajeros de dos pisos y planta rectangular revestido de piedra. Dispone de dos andenes, uno lateral y otro central y de cinco vías, de las cuales sólo se utilizan dos. El cambio de vía se realiza a nivel.

## Servicios ferroviarios

### Media Distancia
Renfe presta en la estación servicios de Media Distancia operados por Renfe, comercializados como MD y Regional, que realizan los siguientes trayectos:
| Línea MD | Servicio        | Origen/Destino                   | Paradas intermedias | Destino/Origen                   |
| -------- | --------------- | -------------------------------- | --- | -------------------------------- |
| 13       | MD              | Madrid-Príncipe Pío              | Villalba · El Escorial · Zarzalejo · Robledo de Chavela · Santa María de la Alameda-Peguerinos · Las Navas del Marqués · Navalperal · Herradón-La Cañada · Ávila · Peñaranda de Bracamonte · Salamanca | Salamanca-La Alamedilla          |
| 16       | MD              | Madrid-Príncipe Pío              | Villalba · El Escorial · Zarzalejo · Robledo de Chavela · Santa María de la Alameda-Peguerinos · Las Navas del Marqués · Navalperal · Herradón-La Cañada · Ávila · Arévalo · Medina del Campo | Valladolid-Campo Grande          |
| 16       | MD              | Valladolid-Campo Grande          | Viana de Cega · Valdestillas · Matapozuelos · Pozaldez · Medina del Campo · Arévalo · Ávila · Herradón-La Cañada · Navalperal · Las Navas del Marqués · Santa María de la Alameda-Peguerinos · Robledo de Chavela · Zarzalejo · El Escorial · Villalba | Madrid-Príncipe Pío              |
| 17       | MD              | Madrid-Príncipe Pío              | Villalba · El Escorial · Zarzalejo · Robledo de Chavela · Santa María de la Alameda-Peguerinos · Las Navas del Marqués · Navalperal · Herradón-La Cañada · Ávila · Arévalo · Medina del Campo · Valladolid-Campo Grande · Venta de Baños · Palencia · Paredes de Nava · Villada · Sahagún | León                             |
| 17       | MD              | Madrid-Príncipe Pío              | Villalba · El Escorial · Zarzalejo · Robledo de Chavela · Santa María de la Alameda-Peguerinos · Las Navas del Marqués · Navalperal · Herradón-La Cañada · Ávila · Arévalo · Medina del Campo · Valladolid-Campo Grande · Dueñas · Venta de Baños | Palencia                         |
| 17       | MD              | León                             | Sahagún · Villada · Paredes de Nava · Palencia · Venta de Baños · Valladolid-Universidad · Valladolid-Campo Grande · Medina del Campo · Arévalo · Ávila · Herradón-La Cañada · Navalperal · Las Navas del Marqués · Santa María de la Alameda-Peguerinos · Robledo de Chavela · Zarzalejo · El Escorial · Villalba | Madrid-Príncipe Pío              |
| 17       | MD              | Palencia                         | Venta de Baños · Valladolid-Campo Grande · Medina del Campo · Arévalo · Ávila · Herradón-La Cañada · Navalperal · Las Navas del Marqués · Santa María de la Alameda-Peguerinos · Robledo de Chavela · Zarzalejo · El Escorial · Villalba | Madrid-Príncipe Pío              |
| 21       | MD              | Madrid-Príncipe Pío              | Villalba · El Escorial · Zarzalejo · Robledo de Chavela · Santa María de la Alameda-Peguerinos · Las Navas del Marqués · Navalperal · Herradón-La Cañada · Ávila · Arévalo · Medina del Campo · Valladolid-Campo Grande · Venta de Baños · Palencia · Burgos-Rosa Manzano · Briviesca · Miranda de Ebro · Vitoria · Alegría de Álava · Salvatierra de Álava · Araya · Alsasua · Legazpi · Zumárraga · Beasáin · Ordicia · Tolosa · San Sebastián · Lezo-Rentería                                                                                      | Irún                             |
| 21       | MD              | Madrid-Príncipe Pío              | Villalba · El Escorial · Zarzalejo · Robledo de Chavela · Santa María de la Alameda-Peguerinos · Las Navas del Marqués · Navalperal · Herradón-La Cañada · Ávila · Arévalo · Medina del Campo · Valladolid-Campo Grande · Venta de Baños · Palencia · Magaz · Quintana del Puente · Villaquirán · Burgos-Rosa Manzano · Briviesca · Miranda de Ebro | Vitoria                          |
| 21       | MD              | Irún                             | Lezo-Rentería · San Sebastián · Hernani-Centro · Andoáin-Centro · Villabona-Cizúrquil · Tolosa · Ordicia · Beasáin · Zumárraga · Legazpi · Alsasua · Araya · Salvatierra de Álava · Alegría de Álava · Vitoria · Miranda de Ebro · Briviesca · Burgos-Rosa Manzano · Palencia · Venta de Baños · Valladolid-Campo Grande · Medina del Campo · Arévalo · Ávila · Guimorcondo · Herradón-La Cañada · Navalperal · Las Navas del Marqués · El Pimpollar · Santa María de la Alameda-Peguerinos · Robledo de Chavela · Zarzalejo · El Escorial · Villalba | Madrid-Príncipe Pío              |
| 21       | Regional Exprés | Madrid-Príncipe Pío              | Villalba · El Escorial · Zarzalejo · Robledo de Chavela · Santa María de la Alameda-Peguerinos · Las Navas del Marqués · Navalperal · Herradón-La Cañada · Ávila · Arévalo · Medina del Campo · Valladolid-Campo Grande · Venta de Baños · Burgos-Rosa Manzano · Briviesca · Miranda de Ebro | Vitoria                          |
| 51       | Regional        | Madrid-Atocha Cercanías          | Madrid-Chamartín-Clara Campoamor · Madrid-Ramón y Cajal · Mirasierra-Paco de Lucía · Pitis · Pinar de Las Rozas · Las Matas · Torrelodones · Galapagar-La Navata · Villalba · San Yago · Las Zorreras-Navalquejigo · El Escorial · Zarzalejo · Robledo de Chavela · Santa María de la Alameda-Peguerinos · El Pimpollar · Las Navas del Marqués · Navalperal · Herradón-La Cañada | Ávila                            |
| 51       | Regional        | Madrid-Chamartín-Clara Campoamor | Madrid-Ramón y Cajal · Mirasierra-Paco de Lucía · Pitis · Pinar de Las Rozas · Las Matas · Torrelodones · Galapagar-La Navata · Villalba · San Yago · Las Zorreras-Navalquejigo · El Escorial · Zarzalejo · Robledo de Chavela · Santa María de la Alameda-Peguerinos · El Pimpollar · Las Navas del Marqués · Navalperal · Herradón-La Cañada · Guimorcondo | Ávila                            |
| 51       | Regional        | Ávila                            | Herradón-La Cañada · Navalperal · Las Navas del Marqués · El Pimpollar · Santa María de la Alameda-Peguerinos · Robledo de Chavela · Zarzalejo · El Escorial · Las Zorreras-Navalquejigo · San Yago · Villalba · Galapagar-La Navata · Torrelodones · Las Matas · Pinar de Las Rozas · Pitis · Mirasierra-Paco de Lucía · Madrid-Ramón y Cajal · Madrid-Chamartín-Clara Campoamor | Madrid-Atocha Cercanías          |
| 51       | Regional        | Ávila                            | Herradón-La Cañada · Navalperal · Las Navas del Marqués · Santa María de la Alameda-Peguerinos · Robledo de Chavela · Zarzalejo · El Escorial · Las Zorreras-Navalquejigo · San Yago · Villalba · Galapagar-La Navata · Torrelodones · Las Matas · Pinar de Las Rozas · Pitis · Mirasierra-Paco de Lucía · Madrid-Ramón y Cajal · Madrid-Chamartín-Clara Campoamor | Madrid-Atocha Cercanías          |
| 51       | Regional        | Ávila                            | Herradón-La Cañada · Navalperal · Las Navas del Marqués · Santa María de la Alameda-Peguerinos · Robledo de Chavela · Zarzalejo · El Escorial · Las Zorreras-Navalquejigo · Villalba · Pinar de Las Rozas · Las Rozas · Pozuelo · Aravaca · Madrid-Príncipe Pío · Madrid-Atocha Cercanías | Madrid-Chamartín-Clara Campoamor |
| 51       | Regional        | Ávila                            | Herradón-La Cañada · Navalperal · Las Navas del Marqués · El Pimpollar · Santa María de la Alameda-Peguerinos · Robledo de Chavela · Zarzalejo · El Escorial · Las Zorreras-Navalquejigo · San Yago · Villalba · Pinar de Las Rozas · Las Rozas · Pozuelo · Aravaca · Madrid-Príncipe Pío · Madrid-Atocha Cercanías | Madrid-Chamartín-Clara Campoamor |